# Pasmo Stożka i Czantorii

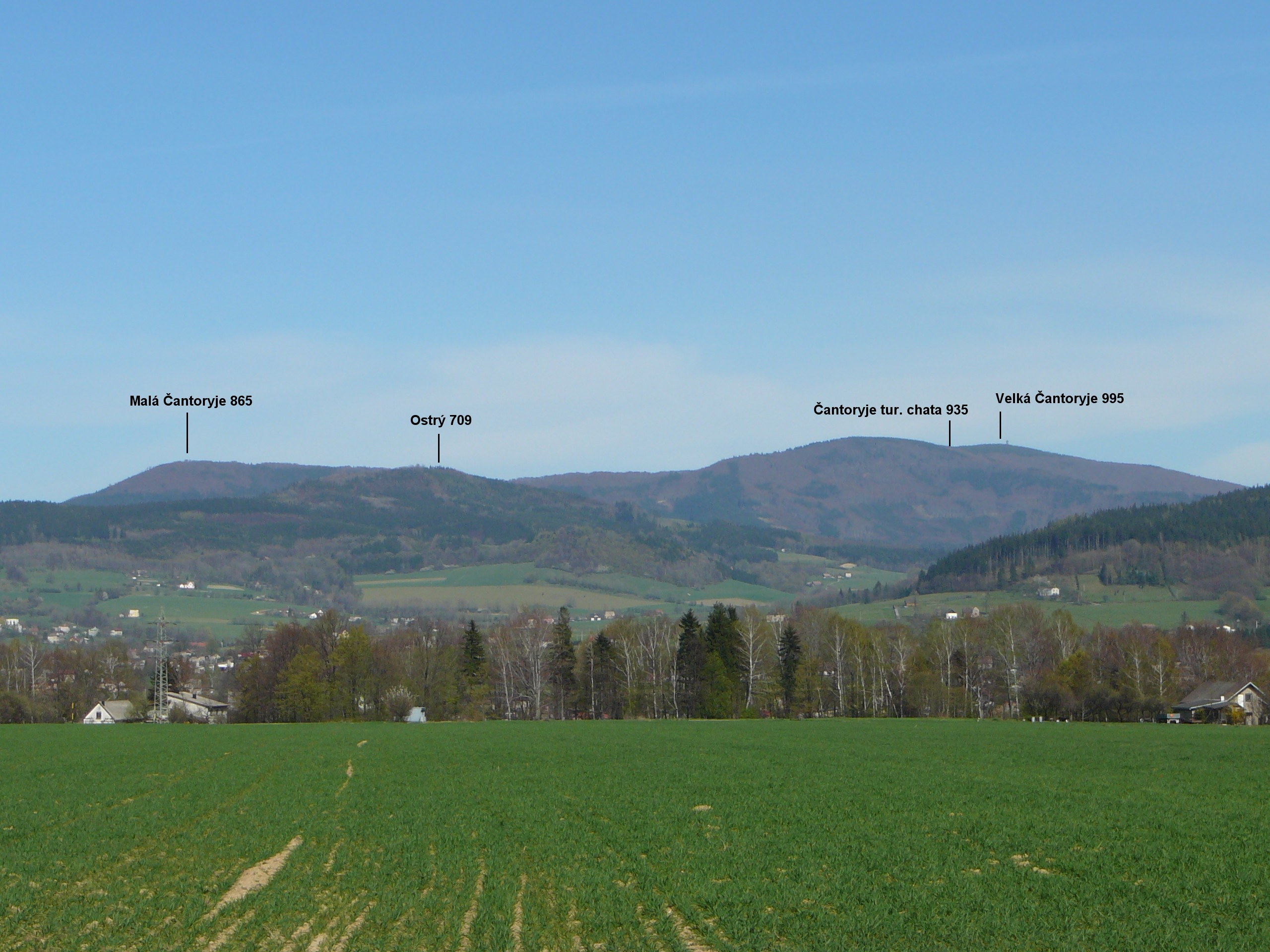
Północna część pasma od strony czeskiej

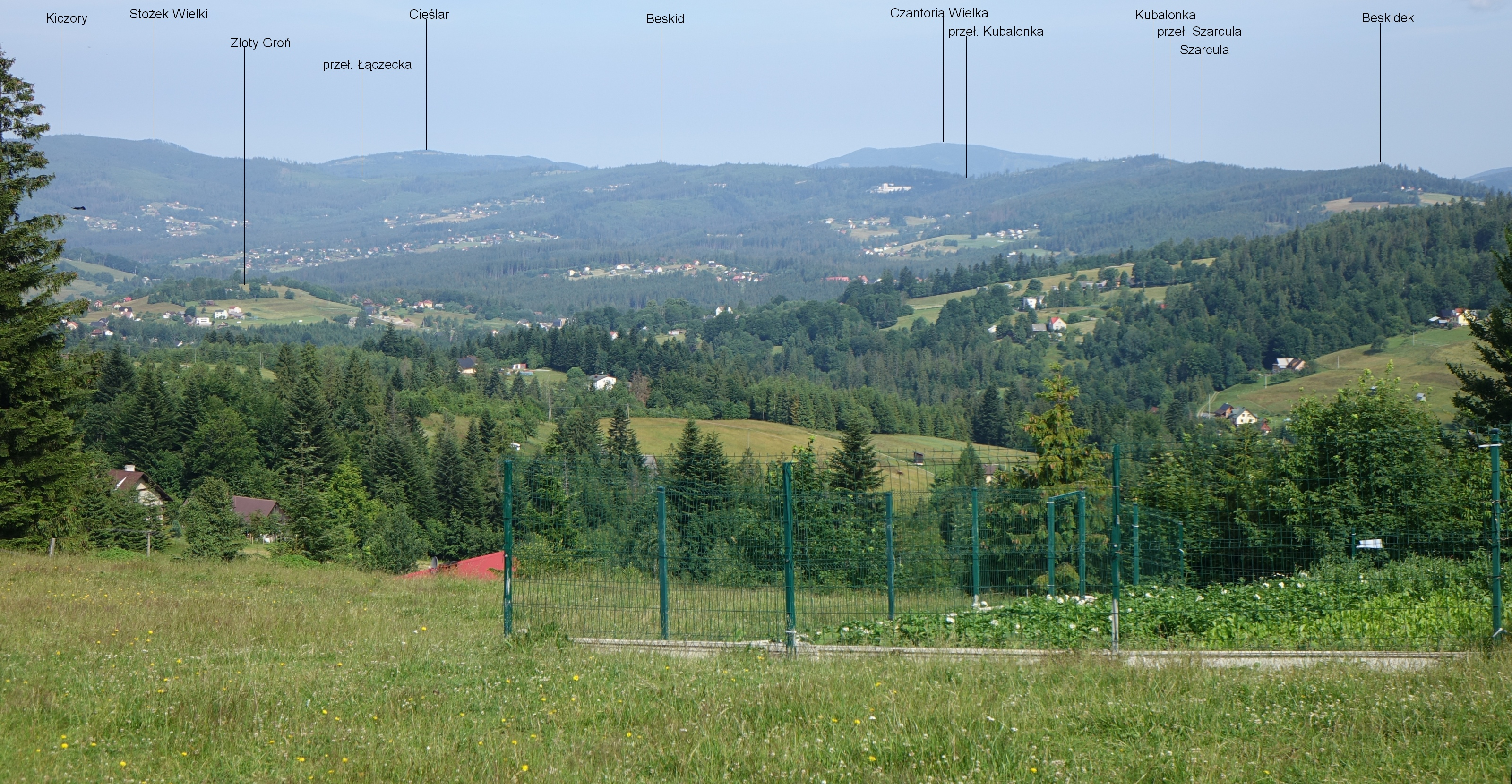
Wschodnia część pasma

Pasmo Stożka i Czantorii – grzbiet Beskidu Śląskiego, znany również pod nazwą Pasmo Czantorii. Znajduje się pomiędzy dolinami Olzy i Wisły, stanowi więc granicę zlewisk Wisły i Odry. Wzdłuż grzbietu biegnie także granica polsko-czeska. Najwyższe szczyty: Czantoria Wielka (995 m), Kiczory (990 m) i Stożek Wielki (979 m).
Pasmo buduje ciąg kopulastych szczytów o wysokościach nie sięgających 1000 m n.p.m., jednak o wysokościach względnych zbliżających się do 550 m, połączonych dość zrównanymi grzbietami, ze stromymi stokami, porozcinanymi dolinkami dopływów Wisły i Olzy. Pasmo zalesione jest przede wszystkim lasami świerkowo-jodłowymi oraz bukowymi. Część stoków zajmują pastwiska i grunty orne, w wielu miejscach występują osiedla góralskie.
Pasmo ma formę długiego grzbietu odgałęziającego się w Karolówce (930 m) od Pasma Baraniej Góry i Skrzycznego. Ciągnie się z północy na południe, od Tułu, poprzez Czantorię Wielką, Soszów Wielki, Cieślar, Stożek Mały, Stożek Wielki do Kiczory i skręca następnie na wschód do przełęczy Kubalonka (761 m). Z ważniejszych bocznych ramion tego pasma po polskiej stronie granicy wyróżnia się ramię, odgałęziające się od szczytu Kiczory na południowy wschód, ku dolinie Olzy w Istebnej i kończące się Młodą Górą. W stronę doliny Wisły, generalnie w kierunku północno-zachodnim, opadają boczne, mniej lub bardziej rozbudowane grzbiety, rozdzielające malownicze doliny w których rozłożyły się „dzielnice” Wisły i Ustronia. Są to kolejno: Kobyla między doliną Łabajowa na południu a doliną Dziechcinki na północy, Wierch Skalnity między doliną Dziechcinki na południu a doliną Jawornika na północy, Krzywy między doliną Jawornika na południu a doliną Gahury na północy, ramię Wielkiej Czantorii z polaną Stokłosicą między doliną Gahury na południu a dolinką potoku Suchego na północy oraz północne ramię Wielkiej Czantorii między doliną potoku Suchego na południu a doliną Poniwca na północy.
Na czeską stronę, ku dolinie Olzy opada z Małej Czantorii grzbiet ze szczytami Ostrego (709 m) i Wróżnej (571 m), którym biegnie granica państwowa polsko-czeska. Natomiast od szczytu Stożka odgałęzia się i biegnie ku północnemu zachodowi dość długi grzbiet, który kulminuje w szczycie Łączka (835 m). Pomiędzy nim a grzbietem granicznym Stożek – Czantoria ciągnie się głęboka dolina Głuchówki (czes. Hluchová), której górna część podchodzi pod szczyt Stożka. Spod tego szczytu łukiem ku południowemu zachodowi opada wąska dolina potoku Radwanów (czes. Radvanov), uchodzącego do Olzy w Jabłonkowie.
Niemal cały ten grzbiet zbudowany jest z piaskowca, który w geologii nazywany jest godulskim (od szczytu Godula w Beskidzie Morawsko-Śląskim), gdzie występuje w warstwach grubych na 1–1,5 metra. Wiele figur, rzeźb, stopni, płyt na Śląsku Cieszyńskim wykonanych było właśnie z tego piaskowca. Piaskowiec ten charakteryzuje się tym, że nie wszystkie jego warstwy mają jednakową trwałość i pod wpływem wody miększe warstwy ulegają wypłukiwaniu. W ten sposób tworzą się w korytach potoków mniejsze lub większe progi, wodospady, pęknięcia, szczeliny, a nawet jaskinie, np. na Malinowskiej Skale. W grzbiecie Czantorii jedynie Tuł oraz okolica Kyrkawicy i Kiczor zbudowane są z innego materiału – Tuł z wapienia cieszyńskiego, dzięki czemu okolica wyróżnia się specyficzną (właściwą dla gleby wapiennej) roślinnością, zaś Kyrkawica i Kiczory z gruboziarnistego piaskowca o odcieniu brunatnym, z dużą obecnością ziaren kwarcu, ortoklazu i żyłkami rudy żelaza. W korycie Olzy, niedaleko kościoła w Istebnej można obserwować błyszczące żyły rudy żelaza. Ten inny rodzaj piaskowca, różniący się od piaskowca godulskiego, geologowie nazywają piaskowcem istebniańskim. Ma on skłonność do tworzenia wychodni skalnych różnych kształtów, jak np. na Kyrkawicy, Kiczorach, Gańczorce, Baraniej Górze i in. Przykładem praktycznego zastosowania piaskowca istebniańskiego jest zameczek na stoku Zadni Groń w Wiśle.